# Флюгов пост
Флю́гов пост — ликвидированная железнодорожная станция в Петербурге/Петрограде/Ленинграде. 
Находилась на пересечении Флюгова переулка и Большого Сампсониевского проспекта.
Среди других наименований — Флю́гов разъезд, Большой Сампсониевский проспект и Товарная станция Приморской железной дороги.

## История
Товарная станция была открыта в мае 1904 года одновременно с пуском новой Товарной ветки Приморской Санкт-Петербург-Сестрорецкой железной дороги от Коломяжского шоссе до Большого Сампсониевского проспекта.
В дальнейшем предполагалось продлить ветку от станции до Нижегородской улицы, где планировалось построить новый вокзал Приморской железной дороги.
От станции до Новой Деревни ходил также и пассажирский поезд.
После ликвидации в 1926 году вокзала на Новой Деревне, ветка от Флюгова поста была доведена до Финляндской линии, и через станцию стали ходить поезда на Сестрорецк с Финляндского вокзала.
В 1934 году, с сооружением прямого хода Сестрорецкой линии на станцию Ланская, Товарная линия была разобрана, а вместе с ней ликвидирована и станция Флюгов пост.